# 박용순
박용순은 대한민국의 텔레비전 드라마 연출감독이다.

## 드라마
- 2009년 SBS 드라마 스페셜 《미남이시네요》 ... 조연출
- 2011년 SBS 드라마 스페셜 《49일》 ... 공동연출
- 2011년 SBS 주말 미니시리즈 《여인의 향기》 ... 공동연출
- 2012년 SBS 아침 일일연속극 《내 인생의 단비》 ... 연출
- 2013년 SBS 2부작 단막극 《사건번호 113》 ... 연출
- 2013년 SBS 월화 특별기획 드라마 《황금의 제국》 ... 공동연출
- 2015년 SBS 주말 미니시리즈 《이혼변호사는 연애중》 ... 공동연출
- 2016년 SBS 드라마 스페셜 《원티드》 ... 연출
- 2018년 SBS 토요 미니시리즈 《시크릿 마더》 ... 연출
- 2024년 ~ 2025년 KBS2 수목 미니시리즈 《수상한 그녀》 ... 연출